# Elizabeth Dauncey
Elizabeth Dauncey (née More; 1506-1564), est l'une des enfants de Thomas More. Elle fait partie d'un cercle de femmes exceptionnellement instruites et accomplies qui sont des exemples de « dames savantes » pendant les deux siècles suivants.

## Jeunesse et éducation
Elizabeth More est le deuxième enfant de Thomas More et de sa première épouse, Jane Colte (1488-1511). Margaret (plus tard Roper ; 1505-1544) est l'aînée ; Cecily Heron (plus tard Heron ; 1507-?) et John (1509-1547) sont plus jeunes. Peu de temps après la mort de sa première femme, Thomas More épouse Alice Middleton et la famille s'agrandit avec sa fille Alice (1501-1563), ainsi que deux jeunes femmes que Thomas More adopte : Margaret Clement (qui épouse John Clement) et Anne Cresacre (1511-1577; Cresacre épouse le frère d'Elizabeth, John). Elizabeth et ses frères et sœurs sont éduqués dans la tradition humaniste par More, leur tuteur, William Gunnell, et une série d'intellectuels notables dans l'orbite de Thomas More, tels que Nicolaus Kratzer (1487 ? – 1550). La maison More est un centre d'activité intellectuelle animé, "un modèle d'intérêts humanistes " et un "aimant" pour Érasme,.
La poète du XVIIIe siècle Mary Scott (poète) écrit que les trois sœurs More « étaient toutes des femmes dotées de grands talents et d'un grand savoir ». Thomas More insiste pour donner à ses filles la même éducation classique que son fils, une attitude inhabituelle à l'époque. Il écrit que les filles « sont également adaptées aux études par lesquelles la raison est cultivée et devient féconde comme une terre labourée sur laquelle la graine de bonnes leçons a été semée ». Margaret More, en particulier, est considérée comme l'une des femmes les plus érudites de l'Angleterre du XVIe siècle. Les idées humanistes de Thomas More sur l'éducation des filles ne s'opposent cependant pas aux idées existantes sur les rôles de genre, car il estime toujours que les femmes doivent rester dans la sphère privée.
Elizabeth épouse William Dauncey, fils de John Dauncey, conseiller privé et chevalier du corps d'Henri VIII, le 29 septembre 1525.
Elizabeth et William ont sept enfants : John (né en 1525), Thomas, Bartholomew, William, Germain, Alice et Elizabeth. Ils vivent à Canons Park, Middlesex et à Londres, puis (après 1543) à Cassiobury, Hertfordshire.
En 1543, son mari, son frère et leur parent John Heywood (vers 1497 – vers 1580) sont impliqués dans le complot des prébendiers, une tentative d'évincer Thomas Cranmer du poste d'archevêque de Cantorbéry. Ils sont ensuite graciés.

## Héritage

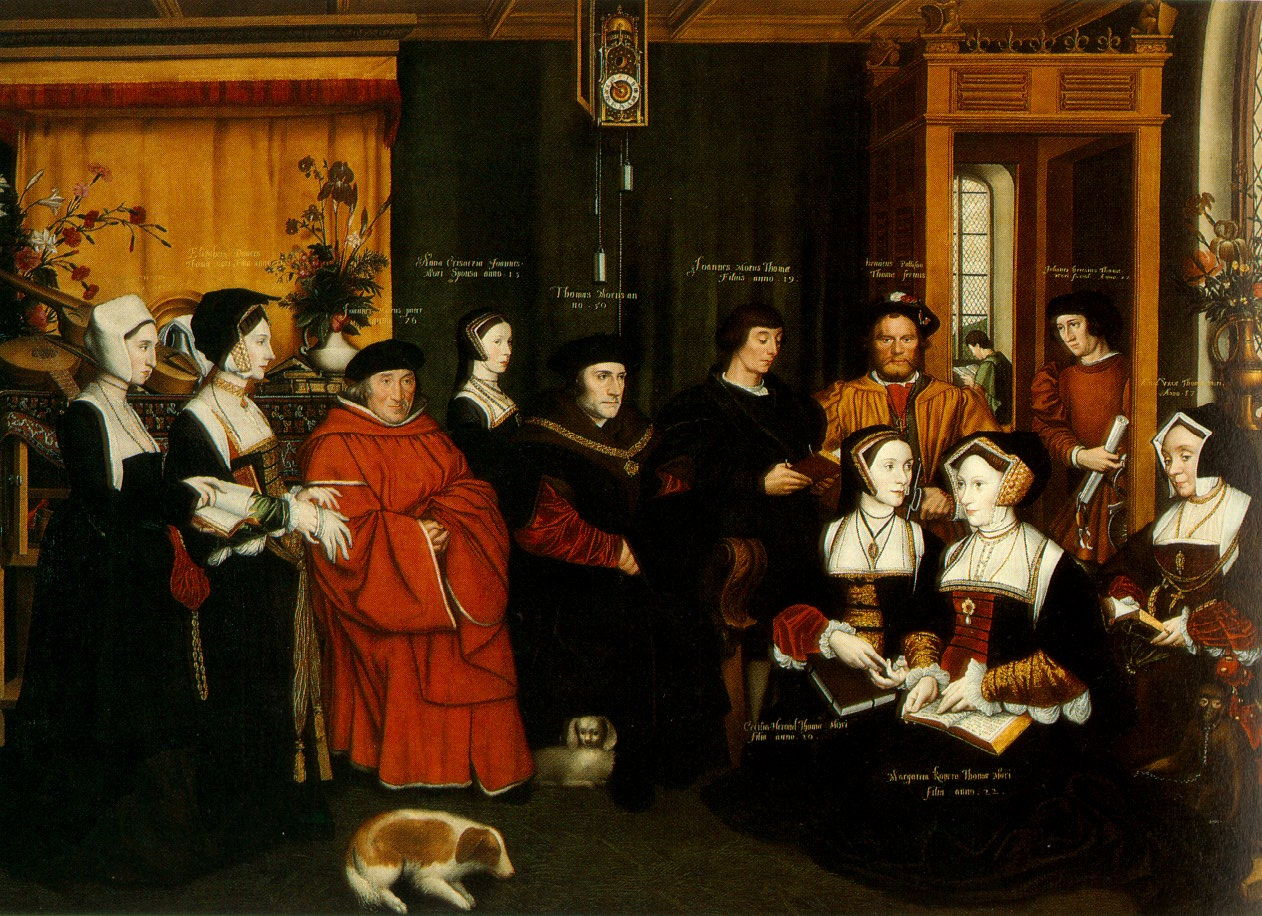
Rowland Lockey (1565-1616), d'après Hans Holbein le Jeune, Thomas More et sa famille (1592)

Un portrait de famille de Hans Holbein le Jeune, Thomas More et sa famille (vers 1527), est détruit dans un incendie en 1752, bien que Rowland Lockey (1565-1616) ait été chargé d'en peindre l'une des nombreuses copies en 1592. Dans le tableau de Lockey, nous voyons l'incarnation de la vision de More de la famille en tant que centre intellectuel humaniste. Des études de Holbein pour le plus grand portrait existent encore, dont celle d'Elizabeth Dauncey.
Dauncey et ses sœurs sont comprises dans les Mémoires de plusieurs dames de Grande-Bretagne de George Ballard (1752) et dans la Biographie féminine de Mary Hays, ou Mémoires de femmes illustres et célèbres de tous âges et de tous pays (1803). Mary Scott, dans son poème élogieux The Female Advocate (1775), décrit collectivement les femmes des familles More, Seymour et Cooke comme « un assemblage brillant ».

## Sources
- Peter Ackroyd, The Life of Thomas More, 1999 (ISBN 9780385477093, lire en ligne )
- George Ballard, Memoirs of several ladies of Great Britain, who have been celebrated for their writings, or skill in the learned languages, arts and sciences, Oxford, W. Jackson, 1752 (lire en ligne)
- Bowker, Margaret. "Roper [née More], Margaret (1505–1544), scholar and daughter of Sir Thomas More." Oxford Dictionary of National Biography. 01. Oxford University Press. Date of access 2 Jul. 2022.
- Mary Hays, Female Biography, or Memoirs of Illustrious and Celebrated Women of All Ages and Countries, London, R. Phillips, 1803
- Mary Scott, The Female Advocate; a poem occasioned by reading Mr. Duncombe's Feminead, London, Joseph Johnson, 1775 (lire en ligne)